# Election Systems & Software

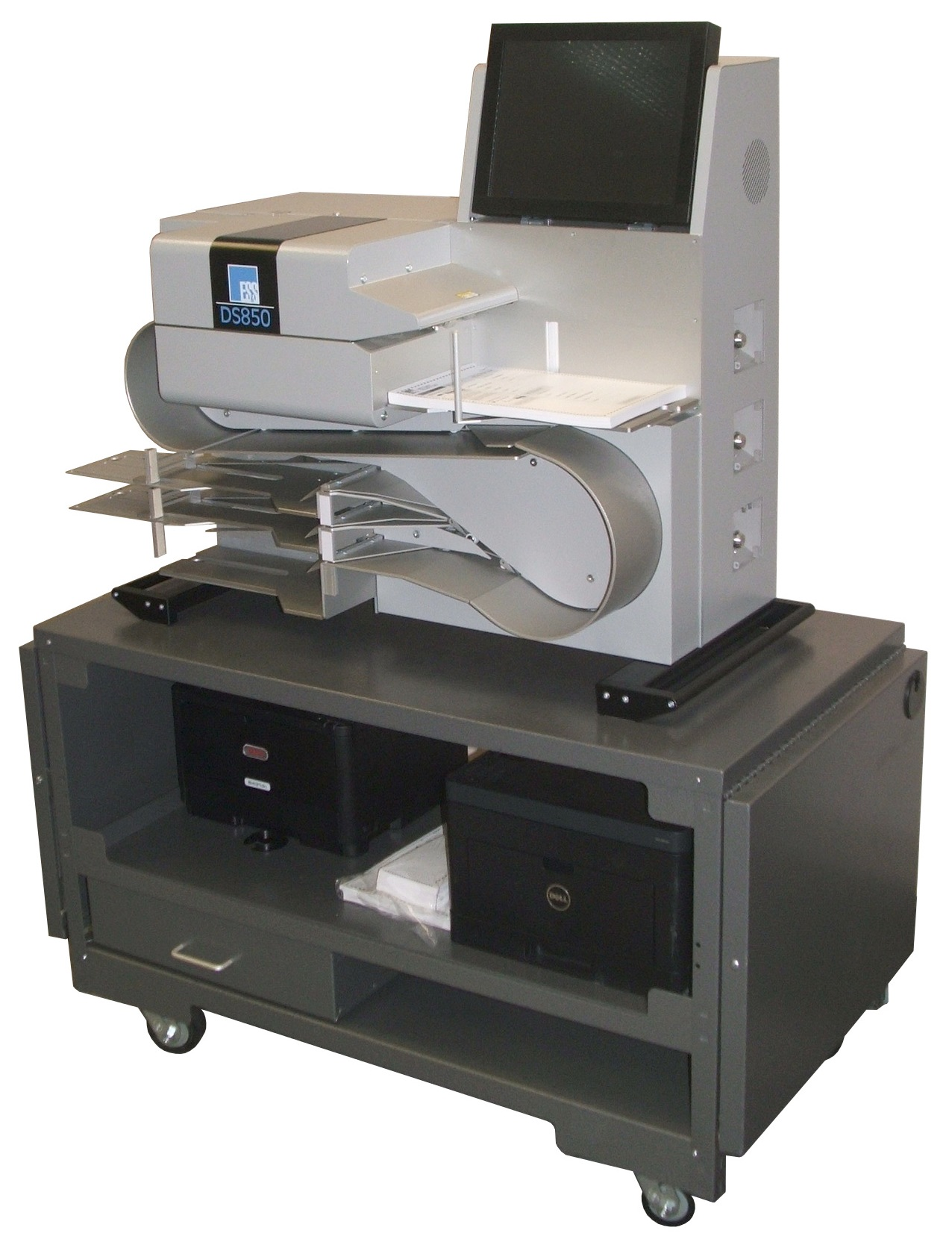
ES&S DS 850

Election Systems & Software ist ein US-amerikanischer Hersteller von Wahlmaschinen und Wahlsoftware. ES&S ist der größte Hersteller von Wahlmaschinen, diese werden in über 42 Bundesstaaten der USA genutzt.

## Geschichte
Election Systems & Software wurde im August 1979 in Nebraska gegründet. 2014 war ES&S größter Hersteller von Wahlmaschinen in den USA. Im Juni 2019 wurde ES&S von Government Systems, Software & Services, Inc, gekauft welche sich in Besitz der McCarthy Group befindet.

## Kontroversen
Um Wahlmaschinen des Herstellers ES&S gab es bei verschiedenen Wahlen Kontroversen und Probleme mit den Wahlmaschinen.